# Brooke Abel
Brooke Abel (* 15. Februar 1988 in Northridge, Kalifornien) ist eine ehemalige US-amerikanische Synchronschwimmerin.

## Leben und Karriere
Brooke Abel lebt in Fallbrook und startet für Riverside Aquettes. Sie war Teilnehmerin bei der Synchronschwimmweltmeisterschaft 2007 in Australien und erreichte dort mit dem US-Team einmal den dritten und zweimal den fünften Platz. 2006 nahm sie mit dem amerikanischen Team am Weltcup in Japan teil und erreichte dort den vierten Platz. Bei den Olympischen Sommerspielen 2008 in Peking wurde sie mit der US-Mannschaft Fünfte.